# Paul Chamberlin
Paul Chamberlin (* 26. März 1962 in Toledo, Ohio) ist ein ehemaliger US-amerikanischer Tennisspieler.

## Leben
Chamberlin gewann 1979 den nationalen U18-Hallenmeistertitel. Er besuchte zwischen 1981 und 1984 die University of Arizona und wurde 1984 in die Bestenauswahl All-American gewählt. Ab 1986 spielte er regelmäßig auf der ATP World Tour; zu seinen ersten Erfolgen zählte die Viertelfinalteilnahme beim Turnier in Tokio im Oktober des Jahres. Er spielte zudem erfolgreich auf der ATP Challenger Tour, wo er zwischen 1987 und 1989 drei Mal in einem Einzelfinale stand, jedoch keines davon für sich entscheiden konnte. 1987 errang er mit Leif Shiras den Doppeltitel beim Challenger-Turnier von Cherbourg. Den größten Erfolg seiner Karriere feierte er 1989, als er an der Seite von Tim Wilkison das Rasenturnier von Bristol gewann. Im Einzel war sein bestes Ergebnis die Finalteilnahme in Johannesburg 1989, wo er in drei Sätzen Christo van Rensburg unterlag. Seine höchste Notierung in der Tennis-Weltrangliste erreichte er 1990 mit Position 46 im Einzel sowie Position 61 im Doppel.
Sein bestes Einzelergebnis bei einem Grand-Slam-Turnier war das Erreichen des Viertelfinales von Wimbledon 1989. Begünstigt durch die Auslosung traf er mit Gary Muller, Thomas Högstedt, Nicholas Fulwood und Leif Shiras zunächst auf keinen der topgesetzten Spieler. Im Viertelfinale traf er dann jedoch auf Boris Becker, gegen den ihm beim 1:6, 2:6 und 0:6 nur drei Spielgewinne gelangen. In der Doppelkonkurrenz erreichte er zwei Mal das Achtelfinale der Australian Open; zudem stand er im Mixed im Achtelfinale der French Open.

## Turniersiege
| Legende                       |
| Grand Slam                    |
| Tennis Masters Cup            |
| ATP Masters Series            |
| ATP International Series Gold |
| ATP International Series (1)  |

### Doppel
| Nr. | Datum | Turnier | Belag | Partner      | Finalgegner                 | Ergebnis |
| --- | ----- | ------- | ----- | ------------ | --------------------------- | -------- |
| 1.  | 1989  | Bristol | Rasen | Tim Wilkison | Mike DePalmer Gary Donnelly | 7:6, 6:4 |